# Guttipsilopa
Guttipsilopa Wirth, 1956 è un piccolo genere di insetti della famiglia Ephydridae (Diptera: Schizophora). Esclusivo delle Americhe, questo genere è composto da sette specie rare ed endemiche della regione caraibica e della Florida.

## Descrizione
Gli adulti sono moscerini di dimensioni medio-piccole, con corpo lungo 3–4 mm, livrea di colorazione scura, tegumento di aspetto pruinoso sulla fronte e, in parte, sul torace.
Il capo ha fronte relativamente larga, occhi ovali e glabri, faccia relativamente stretta e leggermente prominente, gene e parafacce strette. Antenne con pedicello rivestito di setole spiniformi, di cui una dorsale leggermente più sviluppata; arista pettinata, provvista di 5-9 raggi dorsali.
La chetotassi della regione frontale comprende tre paia di setole fronto-orbitali periorbitali, le due paia di verticali, un paio di ocellari, un paio di pseudopostocellari. Le fronto-orbitali si differenziano per la posizione, lo sviluppo e l'inclinazione: due sono proclinate e allineate parallelamente al margine dell'orbita oculare, con quella anteriore lunga quanto le ocellari e almeno il doppio della posteriore; la terza setola è reclinata e si inserisce fra la proclinata anteriore e la proclinata posteriore, ma più internamente rispetto al loro allineamento. Le setole ocellari sono proclinate, le pseudopostocellari proclinate e divergenti, poco più lunghe della fronto-orbitale proclinata posteriore. Particolarmente sviluppate sono le setole verticali e la fronto-orbitale reclinata, più o meno della stessa lunghezza e, comunque, più lunghe delle ocellari e delle fronto-orbitali proclinate.
Nella faccia sono presenti 2-5 paia di setole facciali ben sviluppate, allineate verticalmente ai lati e inclinate verso l'interno. A queste si affianca una serie di brevi setoline inserite più esternamente, lungo la sutura. Le parafacce sono glabre, le gene sono cosparse di brevi setoline, fra le quali si distinguono due setole vere e proprie, ben sviluppate.
Il torace ha mesonoto e scutello pruinosi, pleure glabre e lucenti. Chetotassi relativamente ridotta: acrosticali e dorsocentrali poco sviluppate, ad eccezione di un paio di prescutellari. Ai lati sono presenti una omerale, due notopleurali, due sopralari, una intralare. Le prescutellari, le intralari e le sopralari posteriori sono allineate trasversalmente. Lo scutello è provvisto di due paia di robuste setole scutellari ed è cosparso di setoline nell'area centrale (disco).
Le ali sono maculate, offuscate nella parte anteriore. La venatura non presenta peculiarità distintive nell'ambito della famiglia.
L'addome è scuro e lucente, con tonalità che variano dal bruno al nero-bluastro, a volte con riflessi metallici. Quello dei maschi è composto da cinque uriti apparenti, quello delle femmine da 6-7.

## Biologia e habitat
Le conoscenze relative alla biologia delle specie di questo genere sono scarse e limitate esclusivamente all'habitat frequentato dagli adulti. Gli stadi giovanili sono infatti del tutto sconosciuti, così come è sconosciuta la biologia degli adulti. Questi sono stati trovati in genere in ambienti rivieraschi, soprattutto nelle spiagge, talvolta sulla vegetazione psammofila.

## Sistematica
La tassonomia del genere Guttipsilopa si è sviluppata nella seconda metà del XX secolo, nonostante due specie fossero conosciute già dall'Ottocento. Loew (1862) descrisse infatti le prime due specie, classificandole allora con i nomi Psilopa caeruleiventris e Psilopa umbrosa.
Una prima ipotesi per la definizione di un nuovo genere fu formulata da Cresson negli anni quaranta. Inizialmente, nel 1942, osservò che le due specie non potevano essere classificate nel genere Psilopa e, per esclusione, le mise in relazione con il genere Rhysophora, assegnando i nuovi nomi Rhysophora caeruleiventris (Loew, 1862) e Rhysophora umbrosa (Loew, 1862). Pochi anni più tardi, alla fine del 1945, l'autore affermò che le due specie dovrebbero essere inserite in un proprio genere filogeneticamente associato al genere Actocetor.
Nel ventennio successivo ci fu uno sviluppo significativo da parte di Wirth, con l'istituzione del genere Guttipsilopa nel 1956. In questa fase, Guttipsilopa era monotipico e comprendeva la sola specie Guttipsilopa haydeni, di nuova descrizione. L'Autore classificò il genere nella sottofamiglia delle Psilopinae e lo individuò come affine ai generi Actocetor (paleartico e afrotropicale) e Trypetomima (indomalese e australasiano). Tale associazione era determinata, secondo Wirth, dalle omologie relative alla chetotassi frontale e alla pigmentazione delle ali. Per quanto concerne le due specie descritte da Loew (1862), Wirth confermò l'impostazione tassonomica di Cresson (1942) mantenendole nel genere Rhysophora. La stessa nomenclatura fu confermata da Wirth (1968) nella pubblicazione di un catalogo degli Ephydridae del continente americano a sud degli USA
Il secondo sostanziale sviluppo segue negli anni settanta e si deve a Mathis & Wirth (1977), i quali, con l'istituzione del nuovo genere Nesopsilopa, superano i limiti dell'impostazione tassonomica di Cresson spostandovi le due specie originariamente descritte da Loew (1862). Secondo gli Autori il confronto tra la serie tipo del genere Rhysophora e le due specie caeruleiventris e umbrosa evidenzia differenze morfologiche tali da motivare la separazione in un genere distinto che concernono l'uniformità della livrea, la pigmentazione delle ali, la presenza e l'eventuale posizione della seconda setola fronto-orbitale proclinata in rapporto alla fronto-orbitale reclinata, la conformazione delle setole pseudopostocellari e, infine, la conformazione dell'arista. Gli Autori mantennero distinta dal nuovo genere la specie Guttipsilopa haydeni Wirth, 1956, pur rimarcandone l'affinità morfologia. La differenziazione si basava principalmente sulla differente pigmentazione delle ali. Con l'istituzione di Nesopsilopa, Mathis & Wirth designarono come serie tipo Psilopa umbrosa Loew, 1862, vi spostarono le specie caeruleiventris e umbrosa, con conseguente ridenominazione, ne aggiunsero due di nuova descrizione, Nesopsilopa bahamaensis e Nesopsilopa stonei. Nel loro lavoro fornirono, infine, la breve descrizione di una quinta specie: molto simile a N. umbrosa, di questa specie era disponibile un solo esemplare di sesso maschile. L'esame dell'apparato genitale ne aveva permesso la determinazione come specie distinta, tuttavia, i due Autori hanno ritenuto opportuno non formalizzarne la classificazione a causa dello stato danneggiato dell'unico esemplare disponibile. Si limitarono perciò a indicare questa quinta specie con un nome informale (species A). La classificazione si ottenne pochi anni dopo, da parte di Mathis & Freidberg (1980), grazie al ritrovamento di un secondo esemplare. La quinta specie fu denominata Nesopsilopa wirthi.
Il terzo contributo fondamentale proviene da Mathis & Zatwarnicki (1990). Nell'ambito di una serie di revisioni tassonomiche, gli Autori rimarcano la sostanziale affinità tra Guttipsilopa e Nesopsilopa e ritengono ingiustificato il mantenimento in due distinti generi. Sulla base di questa affinità, Mathis & Zatwarnicki hanno riunito i due taxa nel genere Guttipsilopa riducendoli al rango di sottogeneri.
Gli aggiornamenti più recenti si verificano negli anni novanta e consistono nella revisione della collocazione tassonomica (Zatwarnicki, 1992) e la descrizione di una nuova specie (Mathis, 1997).
La ricollocazione di Guttipsilopa si integra nel quadro di una nuova definizione della suddivisione tassonomica della famiglia che ha comportato l'introduzione della sottofamiglia Discomyzinae e lo spostamento delle tribù Psilopini e Discomyzini. Guttipsilopa e altri generi affini, che fino al 1992 erano inclusi nella tribù Psilopini, sono stati ricollocati all'interno della tribù Discomyzini.
L'aggiunta dell'ultima nuova specie, Guttipsilopa (Nesopsilopa) dianneae Mathis, 1997 è contestuale alla pubblicazione di un catalogo degli efidridi della barriera corallina del Belize. G. dianneae è anche l'unica specie definita dopo la revisione nomenclaturale di Mathis & Zatwarnicki (1990). Una particolare osservazione va fatta in merito all'inquadramento tassonomico adottato da Mathis (1997): nel catalogo, l'Autore usa ancora la vecchia ripartizione tassonomica, con l'inserimento di Guttipsilopa nella tribù Psilopini e di quest'ultima nella sottofamiglia Gymnomyzinae sensu lato (=Psilopinae). Questa impostazione non rappresenta una controversia, dal momento che lo stesso Autore, a partire dagli anni novanta, ha generalmente sostenuto la revisione tassonomica di Zatwarnicki (1992) sia in lavori propri sia in collaborazione con altri ditterologi specialisti in materia di Efidridi. È probabile che la scelta specifica di adottare la vecchia classificazione sia stata dettata da una ragione di opportunità al fine di adattare le chiavi di determinazione analitica preesistenti che, nel caso dell'entomofauna del continente americano, erano fondamentalmente basate sul Manual of Nearctic Diptera (1987).
La ripartizione tassonomica del genere è pertanto la seguente:
- Sottogenere Guttipsilopa Wirth, 1956
  - Guttipsilopa (Guttipsilopa) haydeni (Wirth, 1956)
- Sottogenere Nesopsilopa Mathis & Wirth, 1977
  - Guttipsilopa (Nesopsilopa) bahamaensis (Mathis & Wirth, 1977) NT
  - Guttipsilopa (Nesopsilopa) caeruleiventris (Loew, 1862) NT
  - Guttipsilopa (Nesopsilopa) dianneae Mathis, 1997 NT
  - Guttipsilopa (Nesopsilopa) stonei (Mathis & Wirth, 1977) NT
  - Guttipsilopa (Nesopsilopa) umbrosa (Loew, 1862) NE NT
  - Guttipsilopa (Nesopsilopa) wirthi (Mathis & Freidberg, 1980) NE

## Distribuzione e habitat
Nonostante sia rappresentato in due regioni zoogeografiche che inglobano l'intero continente americano, la distribuzione di questo genere è piuttosto circoscritta in quanto si estende in regioni di confine fra le due ecozone. Questo areale comprende le stazioni dell'estremo sud della Florida, le Bahamas, parte delle Grandi Antille (Cuba, Hispaniola, Porto Rico) e alcuni cay della barriera corallina del Belize. La distribuzione geografica del genere è riassunta nel dettaglio nella seguente tabella:
| !Specie            | Ecozona                 | Siti                                             |
| ------------------ | ----------------------- | ------------------------------------------------ |
| G. haydeni         | neotropicale            | Bahamas                                          |
| G. bahamaensis     | neotropicale            | Bahamas                                          |
| G. caeruleiventris | neotropicale            | Cuba                                             |
| G. dianneae        | neotropicale            | Belize                                           |
| G. stonei          | neotropicale            | Hispaniola, Porto Rico                           |
| G. umbrosa         | neartica e neotropicale | Florida (Florida Keys, Everglades), Cuba, Belize |
| G. wirthi          | neartica                | Florida (Florida Keys)                           |